# Anopsicus
Anopsicus es un género de arañas de la familia Pholcidae, orden Araneae. Fue descrito por Ralph Vary Chamberlin y Wilton Ivie en 1938.

## Especies
- A. alteriae Gertsch, 1982
- A. banksi (Gertsch, 1939)
- A. beatus Gertsch, 1982
- A. bispinosus (Gertsch, 1971)
- A. bolivari (Gertsch, 1971)
- A. boneti Gertsch, 1982
- A. bryantae Gertsch, 1982
- A. ceiba Gertsch, 1982
- A. chiapa Gertsch, 1982
- A. chickeringi Gertsch, 1982
- A. chiriqui Gertsch, 1982
- A. clarus Gertsch, 1982
- A. concinnus Gertsch, 1982
- A. covadonga Gertsch, 1982
- A. cubanus Gertsch, 1982
- A. davisi (Gertsch, 1939)
- A. debora (Gertsch, 1977)
- A. definitus Gertsch, 1982
- A. elliotti (Gertsch, 1971)
- A. evansi (Gertsch, 1971)
- A. exiguus (Gertsch, 1971)
- A. facetus Gertsch, 1982
- A. grubbsi Gertsch, 1982
- A. gruta (Gertsch, 1971)
- A. hanakash (Brignoli, 1974)
- A. iviei Gertsch, 1982
- A. jarmila Gertsch, 1982
- A. jeanae (Gertsch, 1977)
- A. joyoa Gertsch, 1982
- A. lewisi Gertsch, 1982
- A. limpidus Gertsch, 1982
- A. lucidus Gertsch, 1982
- A. malkini Gertsch, 1982
- A. mckenziei Gertsch, 1982
- A. mirabilis Gertsch, 1982
- A. mitchelli (Gertsch, 1971)
- A. modicus Gertsch, 1982
- A. nebulosus Gertsch, 1982
- A. niveus Gertsch, 1982
- A. nortoni Gertsch, 1982
- A. ocote Gertsch, 1982
- A. palenque (Gertsch, 1977)
- A. panama Gertsch, 1982
- A. pearsei Chamberlin & Ivie, 1938
- A. pecki Gertsch, 1982 – Jamaica
- A. placens (O. Pickard-Cambridge, 1896)
- A. potrero Gertsch, 1982
- A. puebla Gertsch, 1982
- A. pulcher (Bryant, 1940)
- A. quatoculus Gertsch, 1982
- A. quietus (Gertsch, 1973)
- A. reddelli Gertsch, 1982
- A. silvai Gertsch, 1982
- A. silvanus Gertsch, 1982
- A. soileauae Gertsch, 1982
- A. speophilus (Chamberlin & Ivie, 1938)
- A. tehuanus Gertsch, 1982
- A. tico Huber, 1998
- A. troglodyta (Gertsch, 1971)
- A. turrialba Gertsch, 1982
- A. vinnulus Gertsch, 1982
- A. wileyae Gertsch, 1982
- A. zeteki (Gertsch, 1939)
- A. zimmermani Gertsch, 1982